# Милюзина, Лидия Андреевна
Лидия Андреевна Милюзина (род. 29 июля 1986) — российская актриса театра и кино.

## Биография
Лидия Милюзина родилась 29 июля 1986 года в Кировской области, училась в общеобразовательной средней школе в городе Уржум.
При поступлении в Щепкинское училище подготовила и прочла комиссии Марину Цветаеву «Вчера ещё в глаза глядел», И. А. Крылова «Мартышка и очки», Зощенко рассказ «Баба» и отрывок из романа «Мастер и Маргарита» М. А. Булгакова. Одной из дипломных ролей была роль Леночки в спектакле по пьесе С. А. Найдёнова «Дети Ванюшина».
Ещё во время учёбы на втором курсе была введена на роль Герды в спектакль «Снежная королева».
Окончила в 2007 году Высшее театральное училище имени М. С. Щепкина (курс Юрия Соломина и Ольги Соломиной) и была принята в труппу Малого театра.
Бывшая жена актёра Кирилла Плетнёва (2010—2012). В браке 20 апреля 2011 года родился сын Фёдор.

## Творчество

### Роли в театре

#### Малый театр
- 2005 — «Снежная королева» Е. Л. Шварца. Режиссёр: В. Иванов — Герда (ввод)[2]
- 2007 — «Власть тьмы» Л. Толстого. Режиссёр: Юрий Соломин — Анютка
- 2008 — «Бедность не порок» А. Н. Островского. Режиссёр: А. В. Коршунов — Любовь Гордеевна Торцова[3]
- 2008 — «Касатка» А. Н. Толстого. Режиссёр: В. Иванов — Раиса Глебовна
- 2008 — «Трудовой хлеб» А. Н. Островский. Режиссёр: А. В. Коршунов — Ариша (ввод)
- 2009 — «День на день не приходится» по пьесе А. Н. Островского «Тяжёлые дни». Режиссёр: А. В. Коршунов — Александра Петровна Круглова (ввод)[4]
- 2009 — «Умные вещи» С. Я. Маршака. Режиссёр: Василий Фёдоров — Невеста музыканта
- 2010 — «Не было ни гроша, да вдруг алтын» А. Н. Островского. Режиссёр: Эдуард Марцевич — Настя (ввод)[5]
- 2010 — «Мольер» по пьесе М. А. Булгакова «Кабала святош». Режиссёр: Владимир Драгунов — Арманда Бежар (ввод)[6]
- 2010 — «Сон героини» Александра Галина. Режиссёр: Александр Галин — ассистент режиссёра Аня[1]
- 2013 — «Село Степанчиково и его обитатели» Ф. М. Достоевского. Режиссёр: Антон Яковлев — Настенька
- 2014 — «Золушка» Е. Шварца. Режиссёр: В. Н. Иванов — Золушка
- 2014 — «Театр императрицы» Э. С. Радзинского. Режиссёр: В. Н. Драгунов — Елизавета
- 2015 — «Сердце не камень» А. Н. Островского. Режиссёр: В. Н. Драгунов — Вера Филипповна
- 2015 — «Поздняя любовь» А. Н. Островского. Режиссёр: А.Цисарук — Людмила
- 2017 — «Трамвай «Желание» Т. Уильямса, режиссер С. Потапов — Стелла
- 2018 — «Смута. 1609-1611 гг.» В. Р. Мединского, режиссер В. М. Бейлис — Катерина
- 2019 — «Красавец мужчина» А. Н. Островского, режиссер В. Е. Федоров — Зоя Окоемова
- 2020 — «Слуга двух господ» К. Гольдони, режиссер Стефано Де Лука — Беатриче
- 2022 — «Восемь любящих женщин» Р. Тома, режиссер В. М. Бейлис — Луиза
- 2022 — «Месяц в деревне» И. С. Тургенева, режиссер Г. В. Подгородинский — Наталья Петровна

### Фильмография
- 2008 — Заповедник страха — Маша
- 2008 — Исчезнувшая империя — Люда Белецкая
- 2009 — Власть тьмы
- 2009 — Всегда говори «всегда»-5
- 2010 — Всегда говори «всегда»-6
- 2010 — Ищу тебя — Рита Ковалёва
- 2011 — Каменская-6
- 2012 — Любовь в СССР
- 2012 — Однажды в Ростове
- 2013 — Горюнов — Даша Петровская
- 2014 — Частный детектив Татьяна Иванова — Агата, секретарь Элеоноры
- 2015 — Мирт обыкновенный — Ирина Калачёва
- 2015 — Выстрел — Юлия Лазинская
- 2015 — Метод Фрейда-2 — Веста
- 2016 — Что и требовалось доказать — Елена
- 2016 — 28 панфиловцев — Девушка
- 2017 — Власик. Тень Сталина — Клавочка
- 2018 — Практика-2 — Лариса Окунева, мама Артёма
- 2021 — Горюнов-2 — Даша
- 2022 — Без правил — Марина